# Лінійні кораблі типу «Мінас-Жерайс»

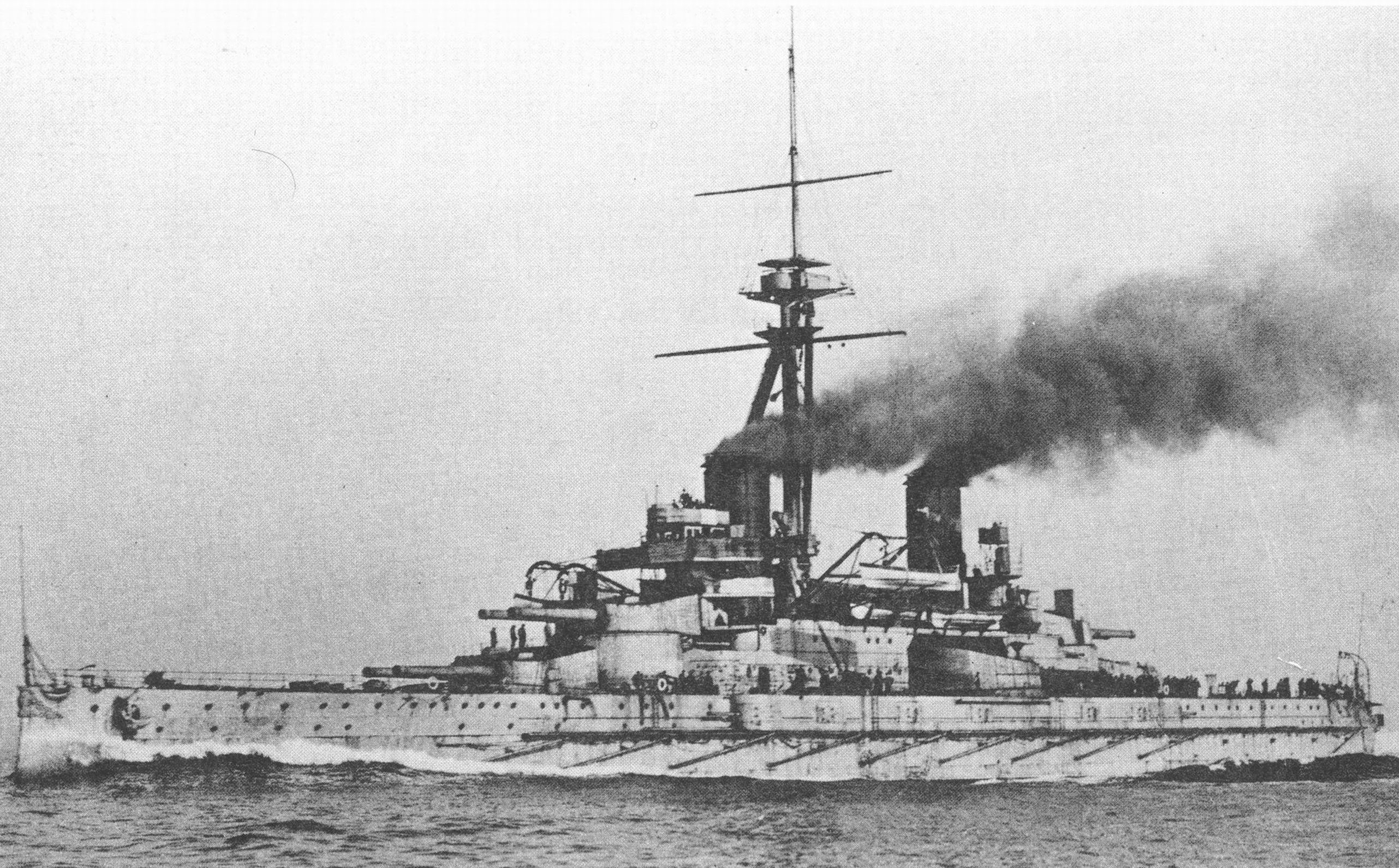
Лінкор «Мінайс-Жерайс»

Лінійні кораблі типу «Мінас-Жерайс» — серія лінійних кораблів Бразилії. Було побудовано 2 кораблі: «Мінас-Жерайс» і «Сан-Паулу». Третій корабель, «Ріо-де-Жанейро», був побудований за зміненою конструкцією, але був перепроданий Османській імперії, а пізніше включений до складу Королівських ВМС Великої Британії після початку Першої світової війни.

## Передісторія
Аргентино-чилійська гонка озброєнь (1887—1902 роки), яка спів-пала у часі з падінням бразильської монархії та загальною нестабільністю в країні, призвела бразильський флот до стану, коли він поступався суперникам і якісно, і по тоннажу. У 1904 році бразильські політики вперше поставили питання про посилення національного флоту, переслідуючи спільну мету вивести Бразилію до числа світових держав. Наприкінці 1905 року були замовлені три броненосця, однак замовлення скасовано в 1906 році, незабаром після того, як велика Британія побудувала став революційним «Дредноут». Замість броненосців на англійських стапелях були закладені корпусу двох бразильських дредноутів типу «Мінас-Жерайс» з розрахунком на будівництво в майбутньому ще одного корабля.

## «Мінас-Жерайс»
Лінкор «Мінас-Жерайс» був закладений 10 вересня 1908 року. Будівництво йшло на верфі компанії «Армстронг» в Єльзвіку. Після того, як 6 січня 1910 року лінкор увійшов до складу флоту, на ньому почався заколот, відомий як «Заколот батогів», спрямований проти застосування на флоті тілесних покарань. Вимоги протестуючих були задоволені, втім більшість учасників звільнили зі служби або пізніше ув'язнили за нібито участь у іншому заколоті.
1952 року лінкор був виведений зі складу флоту.

## «Сан-Паулу»
Лінкор «Сан-Паулу» був закладений 30 квітня 1907 року. Будівництво йшло на верфі у Барроу-ін-Фернес.
У 1920 році лінкор 4 рази перетнув Атлантичний океан — другого разу з королем Бельгії, котрий відвідав Бразилію з офіційним візитом.
Корабель виключений зі складу флоту 2 липня 1947 року.
4 листопада 1951 року затонув при буксируванні в північній Атлантиці.